# Bahia Open 1983
Il Bahia Open 1983 è stato un torneo di tennis giocato sul cemento a Bahia in Brasile. È stata la 1ª edizione del torneo che fa parte del Volvo Grand Prix 1983. Il torneo si è giocato dal 21 al 27 novembre 1983.

## Campioni

### Singolare maschile
Pedro Rebolledo ha battuto in finale  Julio Goes con il punteggio di 6–3 6–3

### Doppio maschile
Givaldo Barbosa /  João Soares hanno battuto in finale  Ricardo Cano /  Thomaz Koch